# ハインツ・フィンケ
ハインツ・フィンケ（Heinz Vinke、1920年5月22日 - 1944年2月26日）は、ドイツ空軍の軍人。夜間戦闘機のエース・パイロットで、総撃墜数54機はすべて夜戦によるものである。その戦功から柏葉付騎士鉄十字章を追贈された。

## 生涯

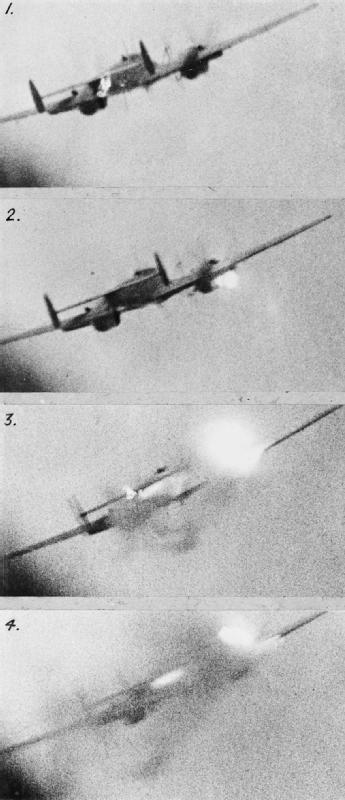
ジョージ・ハーディ空軍中尉の航空機から撮影されたこの写真は、メッサーシュミットがイギリス海峡に急降下し爆破する直前に右舷エンジンが爆発している様子を記録している。

1920年5月22日、プロイセン自由州ザクセン州バービーで、魚屋の息子として生まれた。1938年、ドイツ空軍に入隊し、メッサーシュミット Bf110のパイロットとして訓練された。伍長になり、1941年初めに第1夜間航空団（NJG 1）第4飛行中隊に配属された。7月24日の夜、初飛行を行ったが、航空機を墜落させ、背中を負傷した。療養後、第2夜間航空団（NJG2）第5飛行中隊に配属され、部隊は後にNJG 1第11飛行中隊に配属された。
1942年2月27日、北ヨーロッパのNJG 2に所属中、レーワルデンの北東22kmでアームストロング・ホイットワース ホイットレイを撃墜し、初戦果を記録した。敵機はイギリス空軍第77飛行隊の白のZ9280であり、22時58分にデリズムに墜落した。レスリー・ヒュー・ウィリアム・パーキン少佐を含む4人の乗組員が戦死し、1人が捕虜になった。6月4日2時16分、ゾイデル海上空でショート スターリングを撃墜し、総撃墜数2機を記録した。敵機はブレーメンの爆撃任務中の、第218飛行隊のスターリングI W7474 HA-Kだった。ジェームズ・ガースカッデン少尉とジョン・リチャード・ウェバー少尉を含む7人の乗員全員が戦死した。6月26日0時42分、再びゾイデル海上空でハンドレページ ハリファックスを撃墜した。6月28日0時54分、エンクホイゼンの東でビッカース ウェリントンを撃墜し、総撃墜数4機を記録した。8月28日2時32分、総撃墜数5機目となるウェリントンを撃墜し、エース・パイロットになった。1943年6月23日2時26分に、スターリングを「エスターラント」（おそらくオスターラント）から約80km東で27機目を撃墜し、高い評価を受けた。6月26日2時47分、デン・ヘルダーから約50km（31マイル）西でアブロ ランカスターを撃墜し、総撃墜数28機を記録した。
8月17日、イギリス空軍爆撃司令部はペーネミュンデとペーネミュンデ陸軍兵器実験場を標的とした。ボブ・ブラハム中佐指揮下の第141飛行隊のブリストル ボーファイター5機はNJG 1の第4飛行中隊のメッサーシュミット Bf110s5機を傍受し、スヒールモニコーフ島付近のブラハムによってゲオルク・クラフト軍曹（14機撃墜）とフィンケ軍曹（当時20機撃墜）は撃墜された。フィンケはただ一人生き残った乗員だった。元乗員のカール・シューデル軍曹とヨハン・ガー伍長の死後、ルドルフ・ドゥンガー伍長とチームを組んだ。
1942年に8機、1943年に29機、1944年に戦死するまでに17機を撃墜した。1943年9月19日に27機撃墜により騎士鉄十字章を授与された。贈呈はヨアヒム＝フリードリヒ・フート少将によって行われた。1944年2月19日、2機のランカスターと1機のハリファックスを撃墜した。最初の撃墜はランカスターで、1時46分に「BM-77」地区で、2機目のランカスターは1時57分に「BM-78」地区で、ハリファックスは2時13分に「CX-62」地区で撃墜した。
2月26日、フィンケ上級軍曹はNJG 1第11飛行中隊のメッサーシュミット Bf110 G-4（Werknummer 740136-製造番号）を飛行中に撃墜され、戦死した。撃墜者はシュバル・L・アルマン空軍大尉とジョージ・ハーディ空軍中尉が乗った第198飛行隊のホーカー タイフーン2機だった。乗員のルドルフ・ドゥンガー伍長とルドルフ・ヴァルター伍長も戦死した。4月25日、柏葉付騎士鉄十字章を追贈された。フィンケは約150回の夜間戦闘任務で、54機を撃墜した。

## 叙勲
- 鉄十字章(1939) 
  - 2級
  - 1級
- 空軍名誉杯 （1943年3月29日）：軍曹のパイロットとして[14]
- ドイツ十字章金章（1943年8月2日）：第2夜間航空団第5飛行中隊の軍曹として[15]
- 騎士鉄十字章
  - 騎士鉄十字章（1943年9月19日）：第1夜間航空団第11飛行中隊の軍曹とパイロットとして[16][17]
  - 柏葉 第465号：（1944年4月25日）：第1夜間航空団第11飛行中隊の上級軍曹とパイロットとして[16][18]